# Dawny kościół św. Ducha w Chęcinach
Dawny kościół Świętego Ducha – dawna świątynia szpitalna znajdująca się w Chęcinach, w województwie świętokrzyskim.
Świątynia została wzniesiona po 1658 roku. Przy jej budowie zapewne wykorzystano pozostałości dawnego zboru. Pierwotnie kościół posiadał prostokątną nawę i kwadratowe, skierowane w stronę wschodnią, prezbiterium. Przy północnej ścianie prezbiterium została wzniesiona maleńka zakrystia.
Przez około sto lat budowla pełniła funkcje sakralne. W 1787 roku świątynia była już opuszczona. Wówczas postanowiono, że budynek zostanie przebudowany na potrzeby policji lub sądu. Jednak zły stan techniczny budowli nie pozwolił na takie wykorzystanie. W dawnym kościele znalazła swoją siedzibę fabryka marmurów. 
Fabryka funkcjonowała od 1820 roku do wybuchu powstania listopadowego, kiedy to władze carskie postanowiły ją zamknąć. Wówczas fabrykę kupił jeden z chęcińskich Żydów i postanowił przebudować obiekt na budynek mieszkalny. W tym celu wnętrza nawy i prezbiterium zostały przedzielone stropem na dwie kondygnacje, a nawa została podzielona ścianami na mniejsze pomieszczenia. Zmieniła się również bryła budowli – od strony zachodniej została dostawiona przybudówka, identyczna jak dobudowane od strony wschodniej prezbiterium. Być może, że ta przebudówka pochodziła z „przemysłowego" okresu dawnej świątyni.
Obecnie trudno zauważyć, że budynek był kiedyś kościołem – w dalszym ciągu można zobaczyć nawę, prezbiterium i zakrystię, posiadające osobne dachy. Trudno dostrzec dawną funkcję budowli, ze względu na nowe rozmieszczenie otworów okiennych – kiedy dawna świątynia była przebudowywana na wielorodzinny budynek mieszkalny, została zwiększona liczba okien (zostały one rozmieszczone w dwóch poziomach, aby zapewnić dostęp światła do mieszkań). Na dachu dawnej świątyni zostały zbudowane kominy, obecnie bardzo ważne dla nowej funkcji budynku.